# Virginia Pésémapeo Bordeleau
Virginia Pesemapeo Bordeleau, née en 1951, est une peintre, sculptrice, poète et romancière autochtone eeyou/crie.

## Biographie
Née d’un père québécois métissé nommé Rosaire Bordeleau et d’une mère eeyou nommée Frances Pesemapeo, originaire de la communauté de Waswanipi, Virginia Pesemapeo Bordeleau grandit à Rapide-des-Cèdres, près de Lebel-sur-Quévillon. Son nom de famille, Pesemapeo, signifie « arc-en-ciel » en langue eeyou,. L’animal-totem de l’artiste est l’ours, animal qui accompagne son clan le temps d'un été alors qu'elle n'a qu'un an (voir le roman Ourse Bleue).
Elle commence à peindre dès l’âge de 11 ans, après que son père, troublé par un rêve qu’elle lui raconte, lui achète des peintures à numéro, des aquarelles et du papier. En 1988, elle obtient un baccalauréat en arts plastiques de l’Université du Québec en Abitibi-Témiscamingue. Elle effectue également des stages en gravure sur bois à l'Atelier Pierre-Léon Tétreault, en 1993,  et en gravure à l’Atelier de l’Île de Val-David, en 1994.

### Arts visuels[8]
Au cours des premières années de sa pratique artistique, Pesemapeo Bordeleau adopte un style figuratif, représentant des membres de son entourage (sa mère, Frances, notamment) ainsi que des scènes de la vie courante. Par la suite, elle se sert surtout des peintures acryliques et des encres pour réaliser des tableaux abstraits aux couleurs éclatantes. Elle dit utiliser des couleurs pures pour le « choc émotif » qu’elles provoquent. Elle incorpore fréquemment l’écorce, le sable et les lichens comme matériaux pour travailler la texture dans l’ensemble visuel,. Elle crée également plusieurs œuvres sculpturales qui s’intègrent dans l’architecture et des verreries en collaboration avec d’autres artistes. Elle s’engage aussi en tant que commissaire dans des productions publiques, tels les 40 mâts totémiques pour la paix au Jardin botanique de Montréal,, ou la série des dialogues au MA, musée d'art de Rouyn-Noranda, en tant que co-commissaire.
L’œuvre visuelle de Pesemapeo Bordeleau témoigne d’une expérience culturelle autochtone qui s’ancre au cœur de son identité mixte, ainsi que d’expériences personnelles, à travers des thèmes comme l’amour et le deuil,. Elle s’inspire des rêves, des souvenirs, des lectures et de rencontres. Ses tableaux de facture abstraite, parfois même humoristiques, proposent diverses réflexions sur les liens polysémiques entre les spiritualités autochtones et l’occupation humaine du territoire,,.
Son travail a été présenté dans le cadre d’expositions individuelles et collectives principalement au Québec, au Danemark, en France, aux États-Unis et au Mexique,,. Ses œuvres font aujourd’hui partie de plusieurs collections privées et publiques au Québec et au Canada. En 2006, le Conseil des arts et des lettres du Québec lui décerne le prix d'excellence en création. L'artiste remporte également le prix Marquise-Leblanc, en 2016,  pour sa pièce L’Ourse cosmique, ainsi que le prix du Conseil des arts et des lettres du Québec, artiste de l'année en Abitibi-Témiscamingue, et le prix d'excellence en arts et culture de l'Abitibi-Témiscamingue, artiste de l'année, en 2020.
En 2019, le 8e Salon du livre des Premières Nations lui rend un hommage pour célébrer ses quarante ans de carrière avec le spectacle Waaskimaastiwaawin.
En 2023, la documentariste Claude Hamel lui consacre un documentaire intitulé Ourse bleue.
En 2024, elle monte l’exposition Cibles/Targets, au centre d’art actuel L’Ecart, à Rouyn-Noranda. Elle y expose en suspension une quinzaine de cercles de bois évoquant des tambours dans lesquels sont tendues des broderies en fils de couleur réhaussées à l’encre. Sur chaque pièce, un animal-totem porte dans son corps une silhouette colorée sur laquelle se projette une cible. Les animaux-totem expulsent un souffle blanc par la bouche. L’artiste explique que les totems sont également des animaux psychopompes qui permettent le passage de l’esprit des silhouettes qu’ils transportent. Elle ajoute que les silhouettes rouges symbolisent les femmes autochtones disparues ou assassinées.  Il s’agit d’une référence aux travaux de l’artiste métisse Jaime Black. Les robes mauves sont un hommage à Joyce Echaquan, femme atikamekw victime du racisme systémique qui perdure au Canada. Enfin, les chandails orange représentent les enfants morts dans les pensionnats indiens du Canada (il s’agit d’une référence au récit de Phyllis Webstad, femme secwpemc survivante des pensionnats),.

### Écrits
Pour Pesemapeo Bordeleau, l’écriture sert d’exutoire en lui permettant d'aborder des thèmes moins présents dans les arts visuels,,. Elle s'intéresse dans ses œuvres à des thématiques liées à l’amour, la sexualité, la guerre, la maternité, l’identité, le deuil ou les violences faites aux peuples autochtones.
Jeune adulte, elle commence par publier des articles engagés dans des revues telles que La vie en rose.
Elle a fait paraitre trois romans : Ourse bleue, aux Éditions de la Pleine lune, en 2007 (Dépaysage, 2024), L’amant du lac et L’enfant hiver chez Mémoire d’encrier, en 2013 et 2014, et a participé à Sur les traces de Champlain: Un voyage extraordinaire en 24 tableaux, un roman collectif qui parait chez Prise de Parole en 2015, retraçant les pas de l’explorateur Samuel de Champlain. En 2024, elle a également publié un récit de vie, Un carnet oublié, paru aux éditions Hannenorak.
A propos de L'amant du lac, qui se déroule en grande partie près du lac Abitibi, Virginia Pesemapeo Bordeleau explique qu'elle s'est inspirée de plusieurs événements traumatiques familiaux : "Ma mère était une Eeyou originaire de Waswanipi qui a perdu son statut d’Autochtone en épousant mon père, puis mon frère aîné a été forcé d’aller au pensionnat où il a vécu tout ce qu’on reproche aux religieux (...) Gabriel est inspiré de mon père qui était vétéran de la seconde guerre mondiale. Il a longuement souffert du syndrome post-traumatique de cette expérience, et nous en parlait abondamment. Il a aussi été élevé en partie par les Anicinapek du Lac Abitibi, qui l’ont surnommé Appittippi." L'oeuvre de l'autrice est caractérisée par une personnification des éléments naturels et de nombreux lieux géographiques tels que le lac Abitibi sont des personnages à part entière : "Mon intention était de personnifier le lac Abitibi. Dans la tradition autochtone tout est vivant et possède un esprit, ce qui se traduit dans ce roman par l’effervescence de la nature autour des amours de Gabriel et Wabougouni. Je pense, par exemple, à l’image du vent qui soulève les feuilles d’un arbre qui frémissent comme la robe d’une femme, dans ce chapitre où Gabriel pense à sa bien-aimée qu’il a quittée."
Virginia Pésémapeo Bordeleau a également publié quatre recueils de poésie, De rouge et de blanc, chez Mémoire d’encrier en 2012 puis, aux Éditions du Quartz, Je te veux vivant (2016), Poésie en marche pour Sindy (2018 ; Dépaysage, 2024) et Iskoude Outaban (2024). Pesemapeo Bordeleau est autrice de nouvelles (Amun, sous la direction de Michel Jean, Éditions Stanké, 2016, Éditions Dépaysage, 2019), de correspondances (La bienveillance des ours : correspondance, avec François Lévesque, Éditions du Quartz, 2020), d’un livre jeunesse (Celle-qui-va, Éditions Hannenorak, 2018), ainsi que de plusieurs textes dans la revue Relations,,,,.
Récemment, elle a coordonné un numéro spécial de la revue Lettres québécoises sur les femmes autochtones disparues ou assassinées. En 2024, un numéro spécial de Voix et images, coordonné par Marie-Eve Bradette, lui est également consacré.

## Œuvres

### Romans
- Ourse bleue, Lachine, Éditions de la Pleine Lune, 2007, 1997 p. (ISBN 978-2-89024-180-0) ; Malvezie, Dépaysage, 2024, 240 p.  (ISBN 978-2-902039-60-9)
- L’amant du lac, Montréal, Mémoire d'encrier, 2013, 141 p. (ISBN 9782897120481)
- L’enfant hiver, Montréal, Mémoire d'encrier, 2014, 159 p. (ISBN 9782897122577)
- Sur les traces de Champlain: Un voyage extraordinaire en 24 tableaux, Montréal, Prise de parole, 2015, 301 p. (ISBN 9782894231890)
- Un carnet oublié, Wendake, Hannenorak, 2024, 36 p. (ISBN 9782925118466)

### Poésie
- De rouge et de blanc, Montréal, Mémoire d'encrier, 2012, 63 p. (ISBN 9782923713816)
- Je te veux vivant, Rouyn-Noranda, Éditions du Quartz, 2016, 57 p. (ISBN 9782924031230)
- Poésie en marche pour Sindy, Rouyn-Noranda, Éditions du Quartz, 2018, 75 p. (ISBN 9782924031292) ; Marche pour Sindy, Malvezie, Dépaysage, 2024, 66 p.  (ISBN 978-2-902039-64-7)
- Iskoude outaban, Rouyn-Noranda, Éditions du Quartz, 2024, 88 p. (ISBN 9782924031988)

### Ouvrages collectifs
- Les bruits du monde (sous la direction de Laure Morali et Rodney Saint-Éloi), Montréal, Mémoire d'encrier, 2012, 189 p. (ISBN 9782897120221)
- "La chamane lakota", dans Amun (sous la direction de Michel Jean,), Montréal, Stanké, 2016, 163 p. (ISBN 9782760411944) ; La Roche-sur-Yon, Dépaysage, 2019, 200 p.  (ISBN 9782902039029)
- « Les enfants lumière » dans Wapke (sous la direction de Michel Jean) , Montréal, Stanké, 2021 p. 69-86.  (ISBN 9-78276041-279-8)
- "L'enfant musicien", dans Contes de la tortue, Wendake, Hannenorak, 2022[41].

### Correspondances
- La bienveillance des ours : correspondance (avec François Lévesque,), Rouyn-Noranda, Éditions du Quartz, 2020, 135 p. (ISBN 9782924031377)

### Livres jeunesse
- Celle-qui-va, Wendake, Éditions Hannenorak, 2018, 31 p. (ISBN 9782923926261)

### Livres d'art
- Ourse bleue -- Piciskanâw mask iskwew : rétrospective -- 40 ans de pratique artistique, Rouyn-Noranda, Éditions du Quartz, 2020, 119 p. (ISBN 9782924031384)

### Expositions

#### Solo
- Exposition au centre culturel, mairie Villeneuve-Tolosane, Haute-Garonne, France, 1987.
- Exposition à la Maison du Québec à St-Malo, France dans le cadre de l’Année internationale des Autochtones, 1993.
- Exposition à la Galerie d’art de Bougainville du 6 au 19 octobre à Montréal, Canada, 1993.
- Corps en mouvement: doubles vues, installation au Musée d’art contemporain de Roskilde, Danemark, 1998.
- L’esprit animal, exposition itinérante en France, 1997-2001.
- Mâts territoriaux, installation au Jardins des Tuileries à Paris, 1999.
- Tradition et modernité, exposition itinérante en France, de 1999 à 2003.
- Animaux de pouvoir, exposition itinérante en France, de 2002 à 2004.
- L’esprit dans la peau, exposition itinérante en France, de 2003 à 2007.
- Marcher avec l’Esprit, exposition au Musée des  Hurons-Wendats, Wendake, Québec, 2007.
- L’espace nomade, exposition au Hall d’exposition, Mayenne, France, 2007.
- Des Sioux aux oiseaux, exposition à la Fontaine des arts de Rouyn-Noranda, Québec, 2014.
- Le silence des aînés, Centre d’exposition de Rouyn-Noranda, Québec, 2015.
- Wâpou’och i’skwa’och/le’io:kas, Maison de la culture Frontenac, Montréal, 2015.
- Galerie d’art de l’Université de St-Boniface, Manitoba, Canada, 2017.
- Galerie Art Contemporain/Rock Lamothe, Rouyn-Noranda, Canada, 2017.
- Ourse cosmique, Centre d’exposition de la ville d’Amos, 2019.
- Ourse bleue-Piciskanâw mask iskwew, MA, Rouyn-Noranda, Canada, 2020.
- Cibles/ Targets, Centre artistique L'Ecart, Rouyn-Noranda, 2024.

#### Collectives
- Fabuleux dédoublements, Maison de la culture Frontenac, Montréal, Canada, 2013.
- Dialogue, L’Écart, Centre d’art actuel, Rouyn-Noranda, Canada, 2014.
- Nikiwin/Renaissance, Centre d’exposition de Val-d’Or, Canada, 2014.
- Microcosme, Musée régional de Rimouski, Musée de Kamouraska, Musée de Masteuhiats, Musée de Wendake, Symposium Mamu, Sept-Îles, Québec, Canada, 2016-2017.
- Aki Odehi, Marche poétique pour Sindy, Val-d’Or, Canada, 2017.
- La sculpture dans tous ses états, Musée d’art de Rouyn-Noranda, Canada, 2017.

## Prix et honneurs
- 2006 : Prix d’excellence à la création, Conseil des Arts et des Lettres du Québec[42]
- 2007 : Mention Télé-Québec, prix littéraire de l’Abitibi-Témiscamingue[21]
- 2012 : Prix littéraire de l’Abitibi-Témiscamingue[43]
- 2016 : Prix Marquise-Leblanc pour L’Ourse cosmique[19]
- 2020 : Prix du Conseil des arts et lettres du Québec, artiste de l'année en Abitibi-Témiscamingue[44]
- 2020 : Prix d'excellence en arts et culture de l'Abitibi-Témiscamingue, artiste de l'année[45]